# Esplas-de-Sérou
Esplas-de-Sérou è un comune francese di 160 abitanti situato nel dipartimento dell'Ariège nella regione dell'Occitania.

## Società

### Evoluzione demografica
Abitanti censiti